# Estadi Ciutat de Podgorica
L'Estadi Ciutat de Podgorica (en montenegrí Stadion pod Goricom}}) és un estadi multiús situat a la ciutat de Podgorica, capital de Montenegro. Després de diverses renovacions de l'estadi, l'any 2019 la seva capacitat era de 11.080 seients. És la seu de la selecció de futbol de Montenegro i el club FK Budućnost Podgorica.

## Història
L'estadi Ciutat de Podgorica es va construir el 1945, després de la Segona Guerra Mundial. Abans de la guerra, Budućnost i altres clubs de Podgorica jugaven els seus partits en un camp proper a aquesta ubicació. La capacitat original de l'estadi era d'uns 5.000 espectadors. L'estadi es va incendiar completament l'any 1952, però després va ser reconstruït, amb una nova capacitat d'uns 17.000 seients. El nou estadi té quatre grades: oest, est, sud i nord. L'any 1989 es van instal·lar projectors a l'estadi Ciutat de Podgorica (aleshores coneguda com a Titograd).
El 27 de març de 2015, l'estadi va ser seu d'un partit de la eliminatòria de la UEFA Euro 2016 entre Montenegro i Rússia, que va ser abandonat quan els àrbitres van el van donar per finalitzat per garantir la seguretat dels jugadors. El porter rus Igor Akinfeev havia estat colpejat al cap per una bengala i va ser enviat a un hospital com a resultat. Rússia va guanyar el partit amb un resultat atorgat per la UEFA de 3-0 com a conseqüència de l'abandonament del partit.

## Graderies
Des del 2006, l'estadi de la ciutat de Podgorica compta amb quatre graderies. Del 1992 al 2006, hi va haver tres grades (després de l'enderrocament de l'antiga grada de l'est). A continuació es detallen les capacitats aproximades de cada graderia amb detalls tècnics.
| Graderia | Construcció | Reformat                   | Nivells | Capacitat          | Sectors         | Entrades |
| -------- | ----------- | -------------------------- | ------- | ------------------ | --------------- | -------- |
| Oest     | 1945        | 1952-1953, 1984-1985, 2004 | 1       | 4.700              | 8 (VIP + media) | 7        |
| Est      | 1952-53     | 2006                       | 1       | 900                | 8               | 2        |
| Nord     | 1952-53     | 1992-1993, 2004-2005       | 2       | 2.700              | 8               | 5        |
| Sud      | 1952-53     | 2004-2005                  | 2       | 2.700              | 8               | 5        |
| Total    | Total       | Total                      | Total   | 11.000 (arrodonit) | 32              | 19       |

## Inquilins

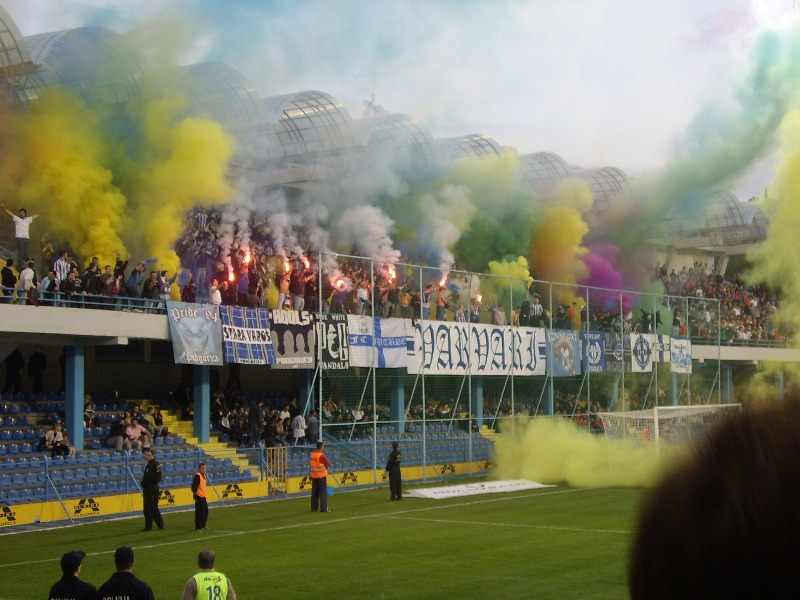
Seguidors del FK Budućnost a l'estadi pod Goricom.

És l'estadi amfitrió de la selecció de futbol de Montenegro. Abans de la independència de Montenegro, l'estadi Ciutat de Podgorica va acollir la final de la Copa República de Montenegro. Seguint aquesta tradició, l'estadi Ciutat de Podgorica és ara la seu de totes les finals de la Copa Montenegrina.
Els clubs que han jugat els seus partits amfitrions a l'estadi són:
- 1945-present: FK Budućnost Podgorica
- 1953–1997: OFK Titograd